# Aeroportul Dr. Arturo Umberto Illia
Aeroportul Dr. Arturo Umberto Illia (IATA: GNR, ICAO: SAHR) este un aeroport din General Roca⁠(d), Departamento General Roca⁠(d), Provincia Río Negro, Argentina ce deservește zona General Roca⁠(d). A fost numit după zona deservită.
Situat la o altitudine de 264 m, aeroportul dispune de o singură pistă.